# Thunbergia paulitschkeana
Thunbergia paulitschkeana är en akantusväxtart som beskrevs av Günther von Mannagetta und Lërchenau Beck. Thunbergia paulitschkeana ingår i släktet thunbergior, och familjen akantusväxter. Inga underarter finns listade i Catalogue of Life.